# Patiria chilensis
Patiria chilensis is een zeester uit de familie Asterinidae. De wetenschappelijke naam van de soort werd als Asteriscus chilensis in 1859 gepubliceerd door Christian Frederik Lütken.